# Коен (Пескара)
Коен (итал. Coen) је насеље у Италији у округу Пескара, региону Абруцо.
Према процени из 2011. у насељу је живело 26 становника. Насеље се налази на надморској висини од 38 м.